# Los Millonarios del Jazz
Los Millonarios del Jazz fue una banda peruana de rock and roll, considerada (junto a la Eulogio Molina y sus Rock and Rollers) como las primeras bandas de rock peruano, con vocalistas extranjeros que cantaban en inglés.
A inicios de 1957 el grupo lanzan un Mini LP bajo el sello Sono Radio con la canción "Rock with us", composición originalmente cantada en inglés, en febrero de ese mismo año el sello peruano Sono Radio lanzó el LP Potpourri carnavalesco, donde se incluiría un segundo tema de la banda titulado "San Louis Rock".
El fundador y líder de esta extinta banda es Pat Reid, un irlandés que vive en el Perú y actualmente dirige conciertos de Jazz Tradicional.

## Integrantes
- Elias Ponce Jr: Guitarra eléctrica
- Jose Alberto "Pepe" Morelli: Piano
- Pat Reid: Batería
- Jorge Mirkin: Clarinete y saxo
- Guillermo Vergara: Contrabajo

## Discografía
- Los Millonarios del Jazz (1957)